# Illusions funambulesques
Illusions funambulesques, venut als Esatts Units com Extraordinary Illusions i al Regne Unit com a The 20th Century Illustrationist, és un curtmetratge mut francès del 1903 dirigit per Georges Méliès. Va ser venut per la Star Film Company de Méliès i té el número 512–513 als seus catàlegs.
Méliès interpreta el mag a la pel·lícula, que utilitza escamoteigs i fosa per crear els seus trucs. Méliès va tornar al motiu de vestir i transformar un maniquí en una pel·lícula de 1905, La Chaise à porteur enchantée.
Illusions funambulesques no s'ha de confondre amb una pel·lícula anterior de Méliès, Dislocation mystérieuse (1901). Aquesta pel·lícula anterior també es coneix en anglès com Extraordinary Illusions almenys des de 1979, quan John Frazer la va descriure amb aquest títol. A La col·lecció de vídeos domèstics de Méliès de 2008 va utilitzar el títol Extraordinary Illusions tant per la pel·lícula de 1901 com per la de 1903.